# Kary Mullis
Kary Banks Mullis (født 28. december 1944, død 7. august 2019) var en amerikansk biokemiker, der modtog nobelprisen i kemi i 1993 sammen med Michael Smith for sin opfindelse af gen-opformeringsteknikken PCR (Polymerase Chain Reaction)
Han modtog også Japan Prize i 1993.
Hans opfindelse er blevet en central teknik inden for biokemiog molekylærbiologi, og The New York Times beskrev den i 1998 som "meget original og væsentlig, der stort set opdeler biologi i de to epoker før PCR og efter PCR."